# Anthocleista potalioides
Anthocleista potalioides är en gentianaväxtart som beskrevs av J.J.de Wilde. Anthocleista potalioides ingår i släktet Anthocleista och familjen gentianaväxter. Inga underarter finns listade i Catalogue of Life.